# Luigi Faravelli
Luigi Giuseppe Faravelli (Stradella, 29 ottobre 1852 – Roma, 22 marzo 1914) è stato un ammiraglio italiano.

## Biografia

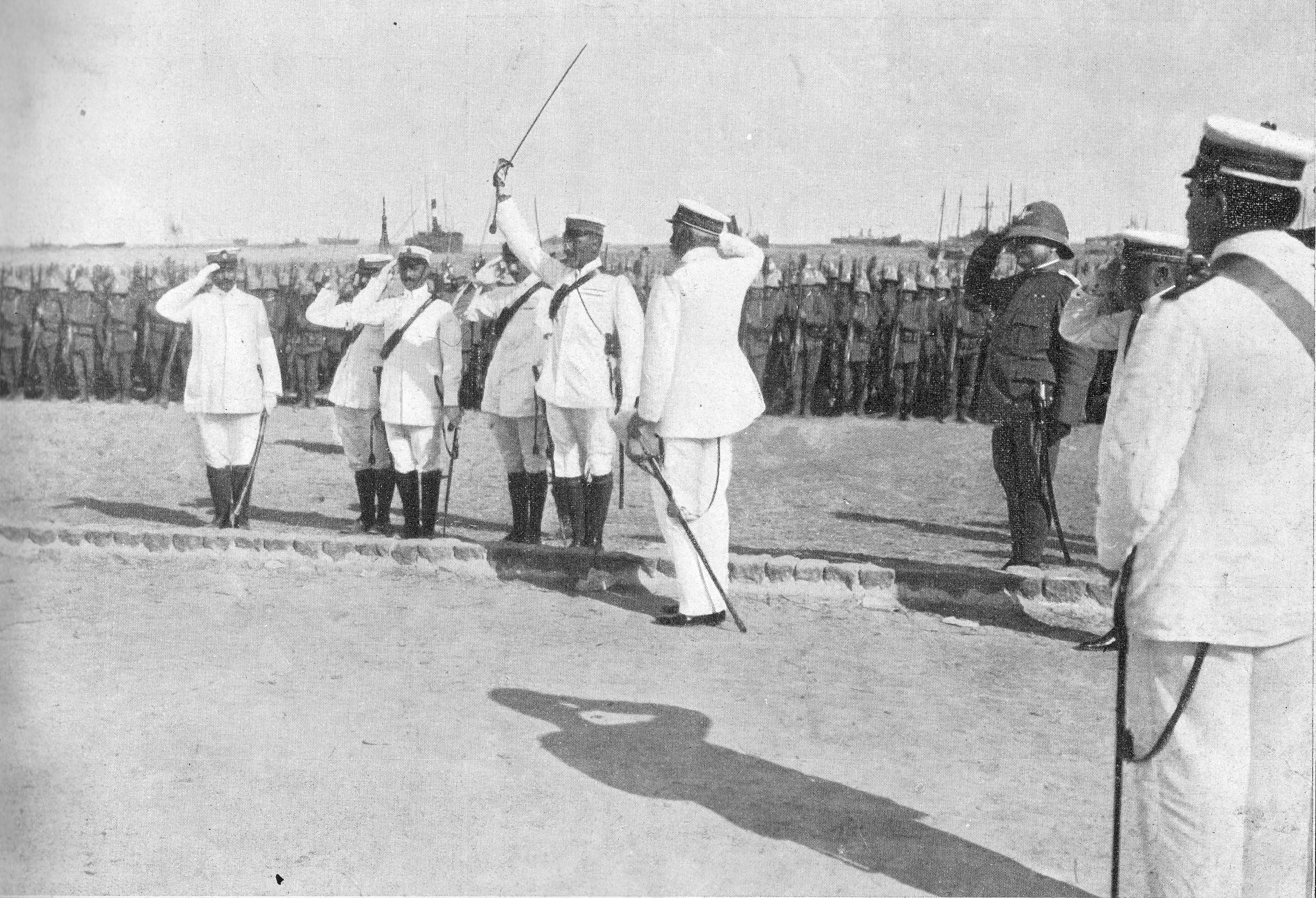
L'ammiraglio Faravelli e il capitano Cagni a Tripoli al passaggio di consegne con il Regio Esercito

Contrammiraglio nel 1905 e vice ammiraglio nel 1911, partecipò alla Guerra italo-turca del 1911-12 al comando della 2ª Squadra Navale che il 2 ottobre 1911 si dispiegò davanti al porto di Tripoli, dove aveva il compito di mantenere sicure le acque in vista del previsto sbarco del corpo di spedizione italiano ed impedire l'afflusso di rinforzi e rifornimenti dalla Turchia.
Faravelli il 5 ottobre 1911 accettò dai notabili locali e dal console tedesco Adrian Tilger la resa della città di Tripoli e ad emanare il giorno 6 il famoso proclama ai libici con cui tra l'altro si dichiarava:
"A nome di S. M. il Re d'Italia vi assicuriamo non solo il rispetto alla più completa libertà vostra, alla vostra religione, ma anche il rispetto di tutti i vostri beni, delle vostre donne, dei vostri costumi. Vi annunciamo che sarà abolita la coscrizione, vi saranno elargiti i possibili miglioramenti economici e che vi consideriamo fin d'ora strettamente legati all'Italia"
Fu Presidente del Consiglio superiore della Marina nel 1912, nonché Senatore del Regno dal 17 marzo 1912.
Muore a Roma nel 1914 e a tutt'oggi è sepolto nella tomba di famiglia nel cimitero di Stradella.
In suo onore sono intitolati l'istituto per geometri e ragionieri di Stradella (Pv) e il Liceo scientifico di Broni (Pv).